# Marigny-lès-Reullée
Marigny-lès-Reullée è un comune francese di 200 abitanti situato nel dipartimento della Côte-d'Or nella regione della Borgogna-Franca Contea.

## Società

### Evoluzione demografica
Abitanti censiti